# Agualva-Cacém
Agualva-Cacém é uma cidade portuguesa que foi sede da extinta Freguesia de Agualva-Cacém do Município de Sintra, localizada na Área Metropolitana de Lisboa. Tem uma área urbana de 10,42 km2, 81.020 habitantes em 2021 e uma densidade populacional de 7.775 habitantes por km2, sendo a 11° maior cidade do país.
A Freguesia de Agualva-Cacém foi constituída em 1953 tendo sido posteriormente dividida pelas freguesias de Agualva, Mira-Sintra, Cacém e São Marcos em 3 de Julho de 2001, as quais foram novamente reagrupadas em 2013 pelas freguesias de Agualva e Mira-Sintra e Cacém e São Marcos que integram o Município de Sintra.
A povoação de Agualva-Cacém que resultou inicialmente da aglutinação das duas localidades gémeas de Agualva e Cacém foi elevada à categoria de vila em 1985-09-25, tendo sido, em 2001-07-12, elevada à categoria de cidade.
Possuidora de problemas e desafios de caráter urbanísticos e ambiental que lhe colocaram o crescimento desordenado da área urbana e o pouco cuidado que este crescimento teve com o património ambiental local, são exemplos, a Ribeira das Jardas e a lagoa dos "quatro caminhos". Para além desta situação ainda se coloca o desafio na defesa do património histórico desta cidade, por exemplo, o parque arqueológico do Alto do Colaride, o Palácio da Quinta da Fidalga e a Quinta da Bela-Vista (onde viveu durante muito tempo Ribeiro de Carvalho  - ilustre figura da 1.ª. República)  problemas que começam agora a ser resolvidos pelo programa Polis (Programa de requalificação das cidades europeias).
Agualva-Cacém possui como principal sustento económico a indústria, isto se verifica pela existência de dois parques industriais  de grande dimensão na cidade.

## População
| 1960  | 1970   | 1981   | 1991   | 2001   | 2021   |
| 7 462 | 16 748 | 49 445 | 56 779 | 81 845 | 81 083 |

Criada pelo decreto-lei n.º 39.210, de 15 de maio de 1953, com lugares desanexados das freguesias de Belas e Rio de Mouro.

## História
Apesar de a designação oficial da cidade ser "Agualva-Cacém", existe quem a designe globalmente por "Cacém". O seu nome deriva do nome Árabe Kasim.
Assim, em termos práticos, quando uma pessoa diz "moro no Cacém", pode estar na realidade, a referir-se a qualquer uma das quatro freguesias que compunham a cidade de Agualva-Cacém: Agualva, Cacém, Mira-Sintra e São Marcos.
Até recentemente, o nome "Agualva-Cacém" pertencia a uma freguesia com 16 km² de área, em 12 de julho de 2001, a vila foi elevada a cidade, tendo a antiga freguesia sido administrativamente desdobrada nas freguesias de Agualva, Cacém, Mira-Sintra e São Marcos no dia 3 do mesmo mês.
Após a elevação de Agualva-Cacém a cidade, esta passou por vários projetos de beneficiação por parte da Câmara Municipal de Sintra, mas principalmente por parte do Programa Polis (Projeto para a requalificação das cidades europeias).

## Património
- Quinta da Bela Vista

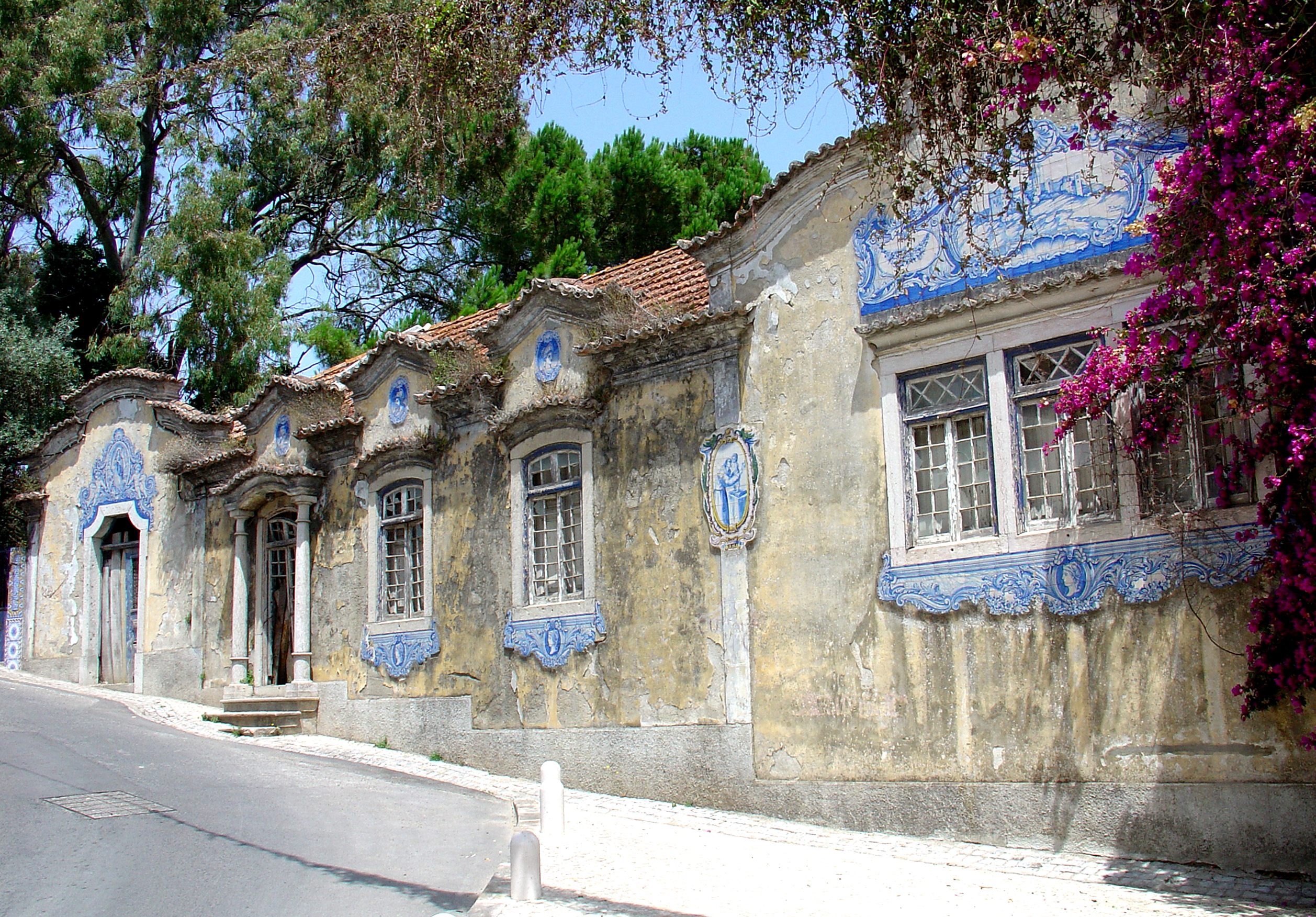
Quinta da Bela Vista - Fachada poente da Casa de Joaquim Ribeiro de Carvalho

- Quinta da Fidalga, nome porque é vulgarmente conhecida a antiga Quinta de Nossa Senhora do Monte do Carmo, fundada por volta de 1725 por José Ramos da Silva, Provedor da Casa da Moeda e pai do escritor Matias Aires (Morgado da Agualva), foi classificada como Imóvel de Interesse Municipal (IIM) pelo Instituto Português do Património Arquitetónico.
- Anta de Agualva
- Sítio Arqueológico de Colaride ou Estação Romana de Colaride (atualmente servindo de fossa séptica, a algumas indústrias que existem na proximidade) realizando os seus despejos contaminantes para o interior da gruta que existe no local.

## Educação

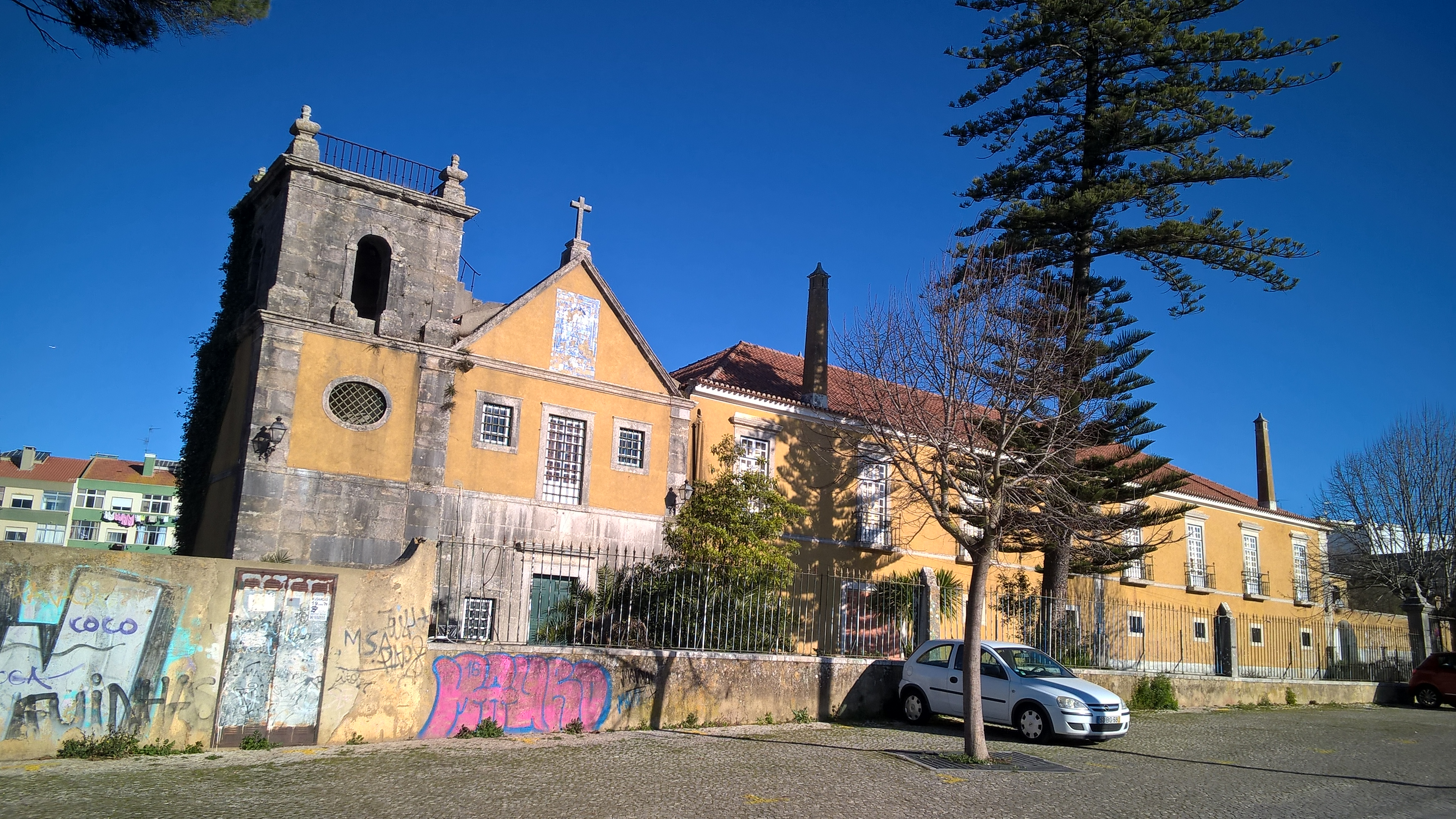
Fachada sul da Quinta da Fidalga, no Largo da República, em Agualva

- Escola Secundária Gama Barros
- «Escola Secundária de Ferreira Dias». www.ferreiradias.pt
- «Secundária Matias Aires»
- Escola Básica 2 + 3 D. Domingos Jardo
- Escola EB 2 + 3 António Sérgio
- Escola JI de Agualva n.º 2 (antigo JI da EB1 n.º 4 do Cacém):
- Escola EB1/JI Agualva n.º 2 (antiga EB1 n.º 4 do Cacém):
- Escola EB n.º 1 de Agualva:
- Escola EB1/JI Agualva n.º 1 (antiga n.º 4 de Agualva):
- Escola EB1 n.º 3 de Agualva:
- Escola EB1/JI de Colaride:
- Escola EB1/JI de Lopas:
- Escola EB1/JI de Mira Sintra
- Escola EB1 n.º 2 de Mira Sintra
- Escola EB1/JI de São Marcos
- CECD Mira Sintra - Centro de Educação p/ o Cidadão Deficiente
- Casa da Marioneta de Sintra - http://casadamarioneta.com

## Equipamentos públicos
- Centro Lúdico de Lopas (Agualva)
- Centro Lúdico de São Marcos
- Biblioteca municipal de Agualva-Cacém
- Mercado de Agualva
- Mercado do Cacém
- Mercado de Mira-Sintra
- Centro de Saúde de Agualva-Cacém
- Unidade de Saúde Familiar Flor de Lótus (CS Agualva-Cacém)
- Unidade de Cuidados na Comunidade CacémCare (CS Agualva-Cacém)
- Unidade de Saúde Familiar São Marcos (CS Agualva-Cacém)
- Unidade de Saúde Familiar Mira Sintra (CS Agualva-Cacém)
- Unidade de Cuidados de Saúde Personalizados Olival (CS Agualva-Cacém)
- Loja de cidadão de Agualva Cacém
- Conservatória de Registo Predial
- Segurança Social (Agualva)
- SMAS - Agualva (Serviços municipalizados de Água e Saneamento de Sintra)
- Bombeiros Voluntários de Agualva-Cacém
- Auditório municipal António Silva
- Piscina de Agualva (ABVAC)
- Repartição das Finanças - Sintra 3
- PSP - Divisão Policial de Sintra / 66.ª Esquadra (Agualva-Cacém)
- PSP - Divisão Policial de Sintra / 87.ª Esquadra (Mira Sintra)
- PSP - Divisão Policial de Sintra / 68.ª Esquadra (São Marcos)
- Estação dos Correios de Agualva
- Estação dos Correios de Cacém
- Estação Ferroviária de Agualva-Cacém
- Estação Ferroviária de Mira Sintra-Meleças
- Parque Urbano de Agualva Cacém (Parque Linear da Ribeira das Jardas)
- Parque Urbano de Mira-Sintra

## Entidades desportivas
Agualva
• Clube Unidos do Cacém
- Clube Motard Ca100/h
- Ginásio Clube 1.º Maio Agualva
- Sportdo - Ensino de Taekwondo
- Grupo Sócio-Cultural Novos Talentos
- Super-Radical
- Lírios do Monte
- Grupo de Teatro "O Acto"
- Grupo Excursionista Recreativo e Continental das Lopas
- Atlético Clube do Cacém
- Clube MoucaBTT
- NTAC - Núcleo de Taekwondo de Agualva-Cacém (www.taekwondo-ac.org)
- Valdevinos Associação Cultural - http://www.valdevinos.net

## Transportes
Comboios
- CP - Linha de Sintra e Linha do Oeste

Autocarros
- Vimeca/Lisboa Transportes
- Scotturb
- Rodoviária de Lisboa

Acessos rodoviários
- IC 19/A37
- IC 16/A16
- Estrada Nacional 249-3